# Dendromus melanotis
Dendromus melanotis је врста глодара (Rodentia) из породице Nesomyidae.

## Распрострањење
Ареал врсте Dendromus melanotis обухвата већи број држава.
Врста има станиште у Нигерији, ДР Конгу, Етиопији, Замбији, Зимбабвеу, Мозамбику, Јужноафричкој Републици, Анголи, Танзанији, Бенину, Боцвани, Републици Конго, Гвинеји, Либерији, Малавију, Намибији, Руанди, Свазиленду и Уганди.

## Станиште
Станишта врсте су поља кукуруза, саване и травна вегетација. 
Врста је по висини распрострањена од нивоа мора до 2.000 метара надморске висине.

## Угроженост
Ова врста је наведена као последња брига, јер има широко распрострањење и честа је врста.